# Анджело Лоренцетті
Анджело Лоренцетті (італ. Angelo Lorenzetti; нар. 11 травня 1964, Фано) — італійський волейбольний тренер, який нині очолює ВК «Сір Сафети Суса Перуджа».

## Життєпис
Народився 11 травня 1964 року в м. Фано.
Тренував, зокрема, команди клубів «Della Rovere Carifano Fano» (1999—2000), «European Padova» (2000—2001), «Kerakoll Modena» (2001—2004), «Marmi Lanza Verona» (2006—2007). Після цього у 2007—2012 роках очолював команду клубу з П'яченци, яка за цей час виступала з чотирма різними назвами: «Copra Nordmeccanica Piacenza», «CoprAtlantide Piacenza», «Copra Morpho Piacenza», «Copra Elior Piacenza».
Після вильоту «Сір Сафети» із Серії А 2022—2023 на стадії чвертьфіналу та поразки від польського клубу ЗАКСА в півфіналі Ліги чемпіонів ЄКВ 2022—2023 в італійських ЗМІ повідомляють, що чимало знавців гри вважали, що Анджело Лоренцетті стане наступником Андреа Анастазі на посаді очільника команди з Перуджі в новому сезоні.

### Досягнення
- клубний чемпіон світу 2018 2023,
- чемпіон Італії: 2016[4], 2023,
- переможець Суперкубка Італії: 2021[5],
- срібний призер першости Італії: 2015, 2017[4],
- переможець Кубка ЄКВ 2019[4],
- фіналіст Кубка ЄКВ 2017 (поразка у фіналі від ВК «Тур»).[4]